# Ciudad permutación
Ciudad Permutación es una novela de ciencia ficción de Greg Egan, publicada en 1994 y ganadora del Premio John W. Campbell Memorial.
La obra describe la ciudad ficticia del mismo nombre, que es una ciudad solo en un sentido limitado: técnicamente hablando, es un programa de realidad virtual. Está contenido en un universo propio, generalmente llamado Eliseo, que se basa en una arquitectura de autómata celular TVC (llamado así Turing, Von Neumann y Chiang). En cierto modo, el Eliseo solo existe debido a que, como es posible que exista, entonces existe. Este planteamiento filosófico se encuentra en la escuela megárica de la metafísica, que plantea que todo lo que es posible existe, aunque quizás en un mundo paralelo al nuestro.